# Brug 874
Brug 874 was een bouwkundig kunstwerk in Amsterdam-Zuidoost.
Deze brug werd in 1977 ontworpen door Dirk Sterenberg voor of met de Dienst der Publieke Werken. Ze was gelegen in wat plaatsgelijk bekend stond als het Fietspad Heineken. Dat was gelegen in een groenstrook tussen de Gaasperdammerweg tussen Knooppunt Holendrecht en Muntbergweg enerzijds en het distributiecentrum Bullewijk van Heineken gevestigd aan de Stekkenbergweg anderzijds. In die strook liep een zanderig voet- en fietspad dat over een ringsloot voerde. Om doorgang in die groenstrook over die sloot te krijgen werd brug 874 gebouwd. Brug 874 werd in één pakket gebouwd met Brug 875 (gesloopt en vernieuwd in 2021), Brug 876 (waarvan ze het uiterlijk heeft) en brug 877 (gesloopt en brugnummer elders gebruikt).
Al eind jaren negentig verdween dit deel van de groenstrook om plaats te maken voor bebouwing (Snijdersbergweg 93 en 97). Er was een verkeersbrug nodig; deze kreeg de constructie van een duikerbrug.
<<< · 801 · 802 · 803 · 804 · 805 · 808 · 811 · 812 · 813 · 814 · 815 · 816 · 817 · 818 · 819 · 820 · 821 · 822 · 823 · 824 · 825 · 826 · 827 · 828 · 829 · 830 · 831 · 832 · 833 · 834 · 835 · 836 · 837 · 838 · 839 · 840 · 841 · 842 · 844 · 845 · 846 · 848 · 849 · 850 ·  854 · 856 · 857 · 858 · 859 · 860 · 863 · 864 · 865 · 866 · 867 · 868 · 869 · 870 · 871 · 872 · 873 · 875 · 876 · 877 · 889 · 890 · 891 · 892 · 893 · 895 · 896 · 897 · 898 · 899 · >>>
Brugnummers 800, 806, 807, 809, 810, 843 (gesloopt, Uilenstede, Amstelveen), 847 (Uilenstede, Amstelveen) , 851 (gesloopt, Dirk Sterenberg), 852 (gesloopt, Dirk Sterenberg), 853 (gesloopt, Dirk Sterenberg), 855, 861, 862, 874, 878, 879, 880, 881, 882, 883, 884, 885, 886, 887, 888, 894 zijn niet (meer) vergeven.